# Bayers
Bayers és un municipi francès situat al departament del Charente i a la regió de la Nova Aquitània. L'any 2007 tenia 123 habitants.

## Demografia

### Població
El 2007 la població de fet de Bayers era de 123 persones. Hi havia 52 famílies de les quals 14 eren unipersonals (7 homes vivint sols i 7 dones vivint soles), 19 parelles sense fills, 15 parelles amb fills i 4 famílies monoparentals amb fills.
La població ha evolucionat segons el següent gràfic:
Habitants censats

### Habitatges
El 2007 hi havia 79 habitatges, 54 eren l'habitatge principal de la família, 17 eren segones residències i 7 estaven desocupats. 78 eren cases i 1 era un apartament. Dels 54 habitatges principals, 48 estaven ocupats pels seus propietaris, 6 estaven llogats i ocupats pels llogaters i 1 estava cedit a títol gratuït; 1 tenia una cambra, 1 en tenia dues, 3 en tenien tres, 20 en tenien quatre i 30 en tenien cinc o més. 38 habitatges disposaven pel capbaix d'una plaça de pàrquing. A 17 habitatges hi havia un automòbil i a 32 n'hi havia dos o més.

### Piràmide de població
La piràmide de població per edats i sexe el 2009 era:
| Homes | Edats   | Dones |
| ----- | ------- | ----- |
| 0     | 95 o +  | 0     |
| 0     | 90 a 94 | 0     |
| 0     | 85 a 89 | 4     |
| 0     | 80 a 84 | 0     |
| 4     | 75 a 79 | 8     |
| 8     | 70 a 74 | 0     |
| 4     | 65 a 69 | 8     |
| 8     | 60 a 64 | 0     |
| 4     | 55 a 59 | 4     |
| 4     | 50 a 54 | 12    |
| 8     | 45 a 49 | 4     |
| 0     | 40 a 44 | 4     |
| 8     | 35 a 39 | 4     |
| 4     | 30 a 34 | 0     |
| 0     | 25 a 29 | 0     |
| 4     | 20 a 24 | 0     |
| 4     | 15 a 19 | 0     |
| 0     | 10 a 14 | 4     |
| 4     | 5 a 9   | 0     |
| 0     | 0 a 4   | 8     |

## Economia
El 2007 la població en edat de treballar era de 79 persones, 54 eren actives i 25 eren inactives. De les 54 persones actives 49 estaven ocupades (29 homes i 20 dones) i 6 estaven aturades (2 homes i 4 dones). De les 25 persones inactives 14 estaven jubilades, 5 estaven estudiant i 6 estaven classificades com a «altres inactius».

### Ingressos
El 2009 a Bayers hi havia 58 unitats fiscals que integraven 129 persones, la mediana anual d'ingressos fiscals per persona era de 17.063 €.

### Activitats econòmiques
Dels 3 establiments que hi havia el 2007, 2 eren d'empreses de comerç i reparació d'automòbils i 1 d'una empresa immobiliària.
L'únic servei als particulars que hi havia el 2009 era un taller de reparació d'automòbils i de material agrícola.
L'únic establiment comercial que hi havia el 2009 era una peixateria.
L'any 2000 a Bayers hi havia 10 explotacions agrícoles que ocupaven un total de 420 hectàrees.

## Poblacions més properes
El següent diagrama mostra les poblacions més properes.